# Unblackened
Unblackened è un album dal vivo del gruppo musicale statunitense Black Label Society, pubblicato nel 2013.

## Tracce

### Disco 1
Testi e musiche di Zakk Wylde.
1. Losin' Your Mind – 5:47
2. The Blessed Hellride – 4:22
3. Sold My Soul – 7:35
4. Road Back Home – 6:09
5. Spoke in the Wheel – 5:16
6. House of Doom – 4:21
7. Queen of Sorrow – 3:47
8. Machine Gun Man – 4:51
9. Sweet Jesus – 4:38
10. In This River – 6:41
11. Throwin' It All Away – 11:06

### Disco 2
Testi e musiche di Zakk Wylde, eccetto dove indicato.
1. Takillya (Estyabon) – 1:38
2. Won't Find It Here – 8:47
3. Rust – 5:26
4. Speedball – 1:04
5. I Thank You Child – 5:01
6. Stillborn – 8:24
7. Ain't No Sunshine (Bill Withers) – 3:31
8. Lovin' Woman (Bonus Version) – 5:04
9. Queen of Sorrow (Unblackened recorded studio version) – 4:14
10. Song for You (Bonus Version) (Leon Russell) – 5:07
11. Won't Find It Here (Unblackened recorded studio version) – 6:55
12. Yesterday, Today, Tomorrow (Unblackened recorded studio version) – 4:45

## Formazione
- Zakk Wylde – voce, chitarra, piano, chitarra acustica
- Nick Catanese – chitarra
- John DeServio – basso, cori
- Derek Sherinian  – piano
- Chad Szeliga – batteria
- Greg Locascio – cori